# Vísir
Vísir — исландская газета, основанная в декабре 1910 года Эйнаром Гюннарссоном. Первоначально распространялась только в Рейкьявике и его окрестностях. В 1967 году её редактором стал Йоунас Кристьяунссон. В 1975 году он покинул газету после конфликта с группой владельцев по поводу его редакционной политики и основал газету Dagblaðið.
26 ноября 1981 года Vísir и Dagblaðið объединились, образовав Dagblaðið Vísir.